# Olešnice (ort i Tjeckien, lat 50,54, long 15,12)
Olešnice är en ort i Tjeckien. Den ligger i den centrala delen av landet, 70 km nordost om huvudstaden Prag. Olešnice ligger 292 meter över havet och antalet invånare är 184.
Terrängen runt Olešnice är platt, och sluttar västerut. Runt Olešnice är det ganska tätbefolkat, med 83 invånare per kvadratkilometer. Närmaste större samhälle är Turnov, 4,9 km nordost om Olešnice. Trakten runt Olešnice består till största delen av jordbruksmark.